# Distretto di Indiana
Il distretto di Indiana è uno dei tredici distretti della provincia di Maynas, in Perù. Si trova nella regione di Loreto e si estende su una superficie di 3.297,76 chilometri quadrati.
Istituito il 21 dicembre 1961, ha per capitale la città di Indiana.